# 김해 칠산동 고분군
김해 칠산동 고분군(金海 七山洞 古墳群)은 대한민국 경상남도 김해시 칠산동에 있는 고분군이다. 1990년 12월 20일 경상남도의 기념물 제98호로 지정되었다.

## 개요
칠산 남단의 해발 90m 정도의 정상부 주변에 두 곳으로 나누어져 형성되어 있는데 북쪽에는 10여기의 큰 수혈식 석곽묘군이, 남쪽에는 수십기의 작은 수혈식 석곽묘와 목곽묘가 혼재해 있음이 1987년 경성대학교 박물관의 발굴조사에 의해 밝혀졌다. 토기류, 철기류, 장신구류 등 많은 유물들이 출토되었으며 3~4세기의 목곽묘에서 4~5세기의 석곽묘로 변화하는 가야묘제의 변천상을 잘 보여주는 유적이다.

## 현지 안내문
지금의 김해평야 한가운데에 자리 잡은 이 고분군은 해발 100m 전후의 산마루를 중심으로 넓게 형성되어 있는데, 김해 지역의 고분군 중에서 가장 높은 곳에 자리 잡고 있다. 이곳에서는 1987년과 1988년 두 차례에 걸쳐 모두 122기의 무덤이 조사되었다. 조사된 무덤은 3세기 후반에서 6세기에 걸치는 긴 시간 동안에 조성된 나무곽무덤, 구덩식 돌덧널무덤, 굴식 돌방무덤, 독무덤 등 다양한 형태이다. 이 중 특히 돌덧널무덤은 영남 지방에서 비교적 오래된 시기의 것으로, 이와 같은 무덤이 만들어지는 시기와 그 배경을 연구하는 데에 중요한 자료가 되고 있다. 이 무덤들에서는 여러 종류의 토기와 함께, 쇠로 만든 칼과 창, 도끼, 화살촉, 낫, 그리고 구슬을 비롯한 각종 장신구 등이 출토되었다.
이 유적은 김해 지역의 대표적인 고분군 가운데 하나로서 3세기 후반부터 6세기까지의 가야 묘제나 유물의 변천을 파악하는 데 중요하다. 특히, 이곳의 무덤을 통해 낙동강 하류에 위치한 가야의 무덤이 나무곽무덤에서 구덩식 돌덧널무덤을 거쳐 굴식 돌방무덤으로 변화·발전되어 갔다는 사실을 잘 알 수 있다.

## 참고 자료
- 김해칠산동고분군 - 국가유산청 국가유산포털